# 大島薫
大島 薫（おおしま かおる、1989年6月7日 - ）は、日本の男性タレント・作家、元男の娘AV女優。大阪出身。

## 略歴
漫画やアニメの男の娘に興味を持ち、15歳から女装を始めることとなる。女装をした状態で男性との性交渉を経験したこともあり、生活のためゲイビデオへ出演。しかし、元々女装癖から来る男性との関係だったため、男性として男性と性交渉をするゲイ業界に疑問を抱き、自分はいわゆるニューハーフと呼ばれる人々と同じなのではないかと悩んでいたころ、撮影の関係上ニューハーフらとも関わりを持つようになる。撮影現場でニューハーフからいわれた「女っぽくなりたいなら、ホルモンや去勢手術を受けたらいいのに」という言葉にそれもまた自分の望むものではないことを悟る。
それまで出演していた女装ゲイビデオではメジャーになれないと考え、AVプロダクション、GILFYに所属 し、移籍後一年足らずでアダルトビデオメーカー・KMPのレーベル「レアル・ワークス」の専属AV女優となる。一般AV業界で女性ホルモンなどの投与を受けていない純粋な男性が専属AV女優になることは、史上初のことであった。
翌年2015年6月1日、KMPとの専属契約終了をもって、AV業界を卒業し現在はタレント・文筆家としてテレビなどに出演している。
2017年8月29日、男の娘用アパレルをプロデュースした
。

## 人物
- 性同一性障害はなく性自認は男性であり、女装はファッションや性的嗜好に因る[5]。女性ホルモンは投与しておらず、性別適合手術も受けていないことを公言している[5]。また今後行う予定もないとしている[11]。
- 高校で所属していた美術部時代の恩師からいわれた「作品は作者の手を離れたら、見る人それぞれのものであるべきだ」という言葉を大切にしている[5]。
- LGBT[12] としてはパンセクシャルを称する[13]。男性への性的興味は女装を通じてのもので、恋愛対象は基本的に女性であるとしている[5] がニューハーフと交際していたこともある[13]。また、週刊文春により堀江貴文との交際が報じられた[14]（ただ、自身は「曖昧な関係」「同性でも愛情はあります。そこでセックス出来るか、出来ないかの違いだと思います」[14]、堀江側は「友達だけど別に付き合ってるわけじゃないんだけどなあ」[15] としており恋愛関係かは明らかでない）。
- 自身の性的興奮のために女装を行う異性装嗜好者やオートガイネフィリアなどを連想させる言動があるが、大島薫自身は自らのスタンスを性趣向や性癖と称している[13]。
- 自身のコラムやインタビューで「四つ角があるから四角、五つになったら五角形というように角をたくさんつくっていくと、どんどん丸に近付く。Xジェンダーやオートガイネフィリアなどの細分化されつつある性のカテゴリーもそんなイメージで、垣根がなくなってだんだんフラットになっていくんじゃないかと思う。それで、のちのちカテゴライズの無意味さに気付くのであれば、最初から『どんなカテゴリーかじゃなくて、結局その人自身がどうかってことだよね』と考えてあげられる世の中になれば良いのではないか」という感想を話しており、セクシャルマイノリティーについてのカテゴリーの無意味さについて述べている[5]。
- 昨今LGBTを過剰に擁護するメディアや世論には当事者でありながらも懐疑的で「不当に差別を受けることはあってはならないが」とした上で、「かつて非難されていた少数派が多数派を攻撃する世の中になってきている気がする。頭では理解できても心では理解できない人がいるのは仕方のないこと。言いたいことが言えない痛みを知っている当事者らが、自ら他人の『言いたいこと』を言えなくしているのはいかがなものか」と述べた 。
- 自身が女物を着ることや、パンセクシャルであることについて「好きなものを着て、好きなものを好きと言っているだけ」であると述べており[11]、女装にはこだわっておらず「『女』を『装う』という意味では、もう自分は女装ではない」とインタビューで明かした[5]。
- ツイッターなどでの実体験に基づくゲイや女装についての知識が、度々LGBTやフェミニスト活動家から非難の対象にされることについて「色んな考え方があって良い。大切なのは僕が正しく理解されることではなく、僕を見て誰かが何かを考えるというプロセスであり、傷付けつつ削れなければ爪も牙も丸くはならない」と述べている [9]。
- AV女優をしていたことによる非難については「多くのAV女優がアダルト業界を『まともな仕事だ』と主張するのには違和感を覚える。たしかに自分がしていた仕事には誇りを持っているが、自分の子どもにやらせたいとは思わない時点でやはり一般の職業とはズレていると感じる。当事者ならやはりその違和感と、社会に与える影響には真摯に向き合うべき。理解されたいと主張するなら、理解できないと主張する人の意見も理解できないと」と述べた[16]。
- 2016年8月10日、一部のインターネットユーザーの間で有名となっているゲイビデオ『真夏の夜の淫夢』の出演男優「野獣先輩」の捜索を目的としたインターネット放送番組をニコニコ生放送とFRESH! by AbemaTVで配信すると発表[17]。プライバシー侵害であるとの批判が殺到し弁護士からも法的リスクを指摘されていた[18]。一方大島はハフィントン・ポストの取材に対し「晒す」という表現は第三者の記事による誤報であるとし、インターネットメディアによるインパクトのある言葉を用いたソースの曖昧な記事による民衆への扇動と、それを鵜呑みにするユーザーの悪しき構図であると主張した[19]。同年8月18日の生放送にてゲストの探偵より「引退した元AV女優をファンが探すようなもので倫理的に問題がある」と指摘され企画は一旦中止となった[20]。今後については野獣先輩に対し捜索ではなくオファーを行う形で対応するとした[21]。

- 2017年6月7日、28歳の誕生日に、男の娘の彼女ができたことを公表した[22]。
- 2023年11月9日、出演したAVの販売・配信の停止を求めたのに応じなかったとして、ホットエンターテイメントに映像データの販売差し止めや1320万円の損害賠償などを求め、東京地裁に提訴した。販売差し止めは、2023年6月に施行されたAV出演被害防止・救済法に基づく請求[23][24]。

## 出演作品

### アダルトDVD
2010年
- g+ deluxe disc 053 Papillon 003（3月18日、KOカンパニー）
- g+ deluxe disc 058 SHUNSUKE × KAORU（9月18日、KOカンパニー）
- カオル September Love（9月18日、KOカンパニー）

2011年
- 爆イキ!3 -少年性奴淫欲覚醒乱交-（2月19日、KOカンパニー）
- 猥褻カメラ009（7月20日、KOカンパニー）
- g+ deluxe disc 073 ダメだと分かっていても（12月18日、KOカンパニー）

2013年
- SUPERSTAR -EIJI-（3月21日、KOカンパニー）
- 飼育 第二章（5月22日、KOカンパニー）
- 究極巨根オトコノ娘。（8月22日、プレステージ）
- 逆アナルマニアクス2（12月20日、プレステージ）

2014年
- papi the Best（1月19日、KOカンパニー）
- 美神降臨 III（1月21日、プレステージ）共演:河瀬あかり
- 噂の激カワ「オトコの娘」（8月21日、グローリークエスト）
- ボク、女装子（8月22日、レイディックス）
- 最高の巨根を持つ美しい女装娘（8月25日、ダスッ！）
- deep GOLDEN DISC 009（9月19日、KOカンパニー）
- 噂の激カワ「オトコの娘」 2 ボクとお姉さんの一泊二日調教旅行（10月2日、グローリークエスト）
- 通学中の青臭い男子校生は人気女装娘が美しすぎて、未体験の感覚に男とは分かりつつも反応してしまった下半身を止められない（10月9日、SWITCH）
- セクシービキニ居酒屋に体験入店!! 相次ぐセクハラにガマン汁が止まらない激カワ巨根女装子（10月10日、ホットエンターテイメント）
- 絶世の美少女装子（10月13日、MOODYZ）
- ボクのチンポ、舐めていいよ?（10月17日、映天）
- 悪戯女装子（10月20日、プールクラブ）
- ボクは男の子ですけど、こんなカラダでも興奮してもらえますか?（10月25日、HMJM）
- 男の娘、メス化計画[25]（11月7日、HANZ）※企画・立案[7] 共演:加納綾子
- 男子高校の紅一点!? 女装娘☆大島薫（11月8日、GARCON）
- 日本一可愛すぎるデカチンと狂うまでSEX（11月8日、ROCKET）監督･共演:上原亜衣
- 女監督ハルナの女装っ娘ナンパ デカチン大島薫 素人娘に女同士の撮影だからと偽って…実はオトコの娘?（11月15日、ピーターズ）
- すぐにフル勃起してしまう恥ずかしいボクのオチンチン（12月12日、ケイ・エム・プロデュース）
- エネマグラオナニー2（12月20日、レイディックス）
- こう見えてボクたちオトコの娘（12月26日、ケイ・エム・プロデュース）共演:ゆきのあかり

2015年
- カワイすぎる女装男子大島薫と美人すぎるニューハーフアイドルゆきのあかりのW巨根レズナンパ（1月9日、ケイ・エム・プロデュース）共演:ゆきのあかり ※Onafesグランプリ2015エントリー作品
- 変態夫婦に調教されオンナノコにされちゃったボク（1月9日、ケイ・エム・プロデュース）
- 身動きとれないのに、オチ●チンを勃起させちゃうボクはいけない娘ですか?（2月13日、ケイ・エム・プロデュース）
- Papillon GOLDEN DISC 001（2月18日、KOカンパニー）
- 美少年女装子 01（3月7日、Papillon）共演:瑛華
- カワイすぎるオトコノコ大島薫が素人娘をガチナンパ（3月13日、ケイ・エム・プロデュース）
- 近所の変態おじさんととってもHなお姉さんに悪戯され過ぎてボクのオチンチンはもう限界です…（4月10日、ケイ・エム・プロデュース）
- レアル10周年記念作品 ノンストップでイカされっぱなしの卒業式（5月8日、ケイ・エム・プロデュース）共演:河西あみ、三代目葵マリー
- ボクの自慢の彼女は「男の娘」（6月1日、U&K）
- 大島薫 4時間コンプリートBEST（6月19日、プレステージ）※単体ベスト
- カワイすぎる男の娘 大島薫のフル勃起みせつけガチナンパ（7月10日、ケイ・エム・プロデュース）
- 男の娘と痴女ビアン 〜New Style Lesbian〜（9月1日、U&K）共演:水原さな

### イメージDVD
- Kissui 〜生粋のオトコの娘〜（2015年1月23日、INTEC Inc）
- 神聖 Deep 28（2015年4月30日、INTEC Inc）

### 一般DVD
- 百万人の恐い動画 〜最恐実話怪談〜（2015年10月5日、十影堂エンターテイメント）
- ひとりかくれんぼ 黄泉がえりあそび （2016年7月3日）

### 映画
- 大怪獣モノ（2016年7月 全国ロードショー）

## 書籍

### ムック
- ボク〈が〉大島 薫（2014年10月20日、マイウェイ出版）ISBN 978-4865112511[26]
- ボクらしく。（2015年8月18日、マイウェイ出版）ISBN 9784865113976 [27]
- 大島薫先生が教えるセックスよりも気持ちイイこと（2016年9月29日、マイウェイ出版）ISBN 978-4865115963
- 男子のための女性型オーガズムマニュアル 絶頂!メスイキゼミナール（2017年3月6日、三和出版）ISBN 978-4776916703
- 大島薫写真集 大島薫に例のアレを着せてみた（2017年10月13日、三和出版）ISBN 978-4776917939

### 単行本
- 男の娘どうし恋愛中。（2017年12月11日、宝島社）ISBN 978-4800277800
  - かつて交際していた男の娘タレント・ミシェル（現・じゅり）との日常や恋愛を綴ったコミックエッセイ。イラストはふみふみこが担当している。
- 男性ですが『例のニット』を着てみました - カリスマ「男の娘」が教える最強の恋愛指南 -（2018年6月21日、KADOKAWA）ISBN 978-4046023827
- 大島薫対談集 贅沢なカラダ - 好きなものを着て好きな人を好きになった7人の賢者にボクが聞きたいこと -（2018年12月10日、笠倉出版社）ISBN 978-4773089097
- モテたいと思っている男ってなんであんなに気持ち悪いんだろう ~本当にうまい女性のほめ方~（2019年12月2日、竹書房）ISBN 978-4801920842

### 雑誌
- 週刊プレイボーイ 2014年10/13号（2014年9月29日、集英社）
- FLASH 2014年11/18号（2014年11月4日、光文社）
- Meets Regional 2015年4月号（2015年2月28日、京阪神エルマガジン社）
- SPA! 3/17号（2015年3月10日、扶桑社）
- ユリイカ 2015年9月号 特集・男の娘（2015/8/27 青士社）
- サイゾー 2015年10月号（2015年9月18日 株式会社サイゾー）

## テレビ
- 魚拓と成瀬のツキとスッポンぽん #19・20（2015年1月11日・18日、パチ・スロ サイトセブンTV）
- カツヤマサヒコSHOW #122 (2016年2月27日、サンテレビ)
- ケンコバのBAKO2テレビ #130・131（2016年3月18日・25日、サンテレビ）
- 電エース刑事（2016年5月、東京MX サンテレビ）

## Web配信
- みんなのおもちゃ_ライト（2014年9月13日、ニコニコ生放送）共演:篠宮ゆり、小西まりえ、阿部乃みく、河西あみ、カジ
- 今年のニュースで打線組むやで～（2015/12/21、ニコニコ生放送）共演：井上トシユキ、もこう、たろちん
- NewsBAR橋下（2020年1月23日、AbemaTV）[28]

## インタビュー
- 元男の娘AV女優 大島薫インタビュー「僕のは『女装』じゃない。もう装ってはいないから」(2015年6月28日、KAI-YOU)[29]
- 「若さと美貌はお金になる」 男なのに可愛すぎる元AV女優・大島薫の努力の裏側(2015年8月3日、wotopi)[30]
- 女装はするけどGENKINGとは違う 元・男の娘AV女優、大島薫がおネエとしてTVに出ないワケ(2015年8月4日、wotopi)[31]
- 【大島薫さんに聞く】女らしさ・男らしさ・自分らしさって？男性で元AV女優の大島さん(2015年10月3日、女子SPA!)[32]
- 他人の意見を気にして生きても、何もいいことはない(2015年10月3日、女子SPA!)[33]
- 元男の娘AV女優 大島薫インタビュー 「身バレは怖かったけど覚悟は決めてる」(2015年10月5日、KAI-YOU)[34]
- 【大島薫さんインタビュー】男性で元AV女優・大島さんの「人に何をいわれても腹が立たない“考え方”」(2015年10月7日、女子SPA!)[35]
- 【大島薫さんインタビュー】ブラック企業に勤めて学んだこと「部下は上司のクローンでいい」(2015年10月7日、女子SPA!)[36]
- 【大島薫さんインタビュー】「18歳の時、カノジョは36歳でした」。男性で元AV女優・大島薫さんの“男女観”(2015年10月24日、女子SPA!)[37]
- 【大島薫さんインタビュー】女性にはオゴる？男性で元AV女優・大島薫さんの“男女観”(2015年10月24日、女子SPA!)[38]
- 「ふわとろオナホで“メスイキ”！ 元AV女優で男の娘・大島薫、最新アダルトグッズの目からウロコな活用法」(2016年11月28日、メンズサイゾー)[39]
- 「二股ローターで三点攻め！ 男の娘・大島薫、柔らか新感覚ローターの巧みな使い方」(2016年12月06日、メンズサイゾー)[40]
- 「ご褒美オナホで恋人気分！ 男を知り尽くす男の娘・大島薫、人気オナホのヒミツを探る」(2016年12月15日、メンズサイゾー)[41]